# Anton I van Portugal

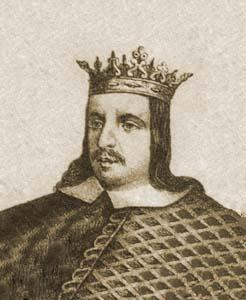
Anton van Crato

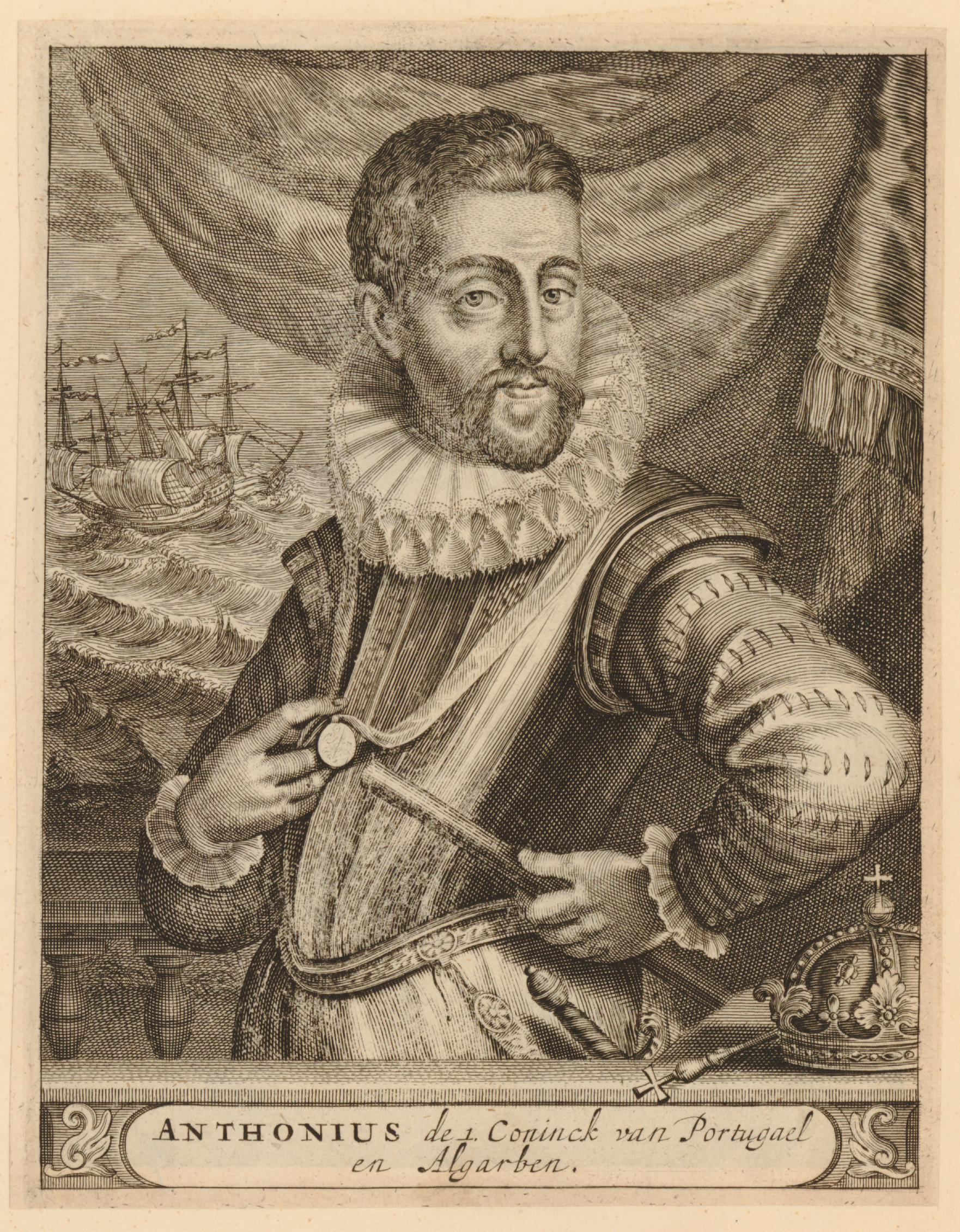
Anton van Crato

Anton van Crato (Lissabon, 1531 - Parijs, 26 augustus 1595) was een Portugese troonpretendent met een hoofdrol in de opvolgingsstrijd van 1580. Daarna bleef hij zich verzetten tegen de Spaanse bezetting van zijn land en werd een speelbal in de internationale politiek.
Anton was de zoon van de Portugese prins Lodewijk van Beja en Yolande de Gomes, een schoonheid die aan het hof "de pelikaan" werd genoemd. Zelf beweerde Anton, dat zijn ouders na zijn geboorte in het geheim waren gehuwd. Maar zijn vader had, als prior van de Orde van Malta, pauselijke dispensatie nodig voor een huwelijk en die is nooit gevonden.

## Claim op de troon
Anton werd Maltezer Ridder met als residentie het schatrijke klooster in Crato waarvan hij net als zijn vader groot-prior werd. Daarnaast was hij gouverneur van Tanger. Hij vergezelde in 1578 zijn neef Sebastiaan I bij een onbezonnen militaire tussenkomst in een dynastiek conflict in Marokko. Sebastiaan sneuvelde en Anton werd gevangengenomen. De jonge koning was nog ongehuwd. Zijn vaders broers waren al overleden, ook Lodewijk van Beja, de vader van Anton. De troon viel nu toe aan de bejaarde prins-bisschop Hendrik, die al eerder gedurende de kinderjaren van Sebastiaan als regent was opgetreden.
Teruggekeerd uit gevangenschap claimde Anton als enige mannelijke nakomeling van koning Johan I het recht van opvolging. Maar een huwelijksakte waaruit zijn wettige geboorte moest blijken, kon hij niet tonen. Andere pretendenten kwamen langs de vrouwelijke linie: de hertog van Savoye, de hertogin van Braganza en koning Filips II van Spanje, zoon van de Portugese prinses Isabella en weduwnaar van een andere Portugese prinses. Filips stuurde al direct een gezant naar Lissabon om druk op de ketel te zetten.
De oude kardinaal-koning organiseerde een conferentie waarin de verschillende claims op hun geldigheid moesten worden onderzocht. Dit onderzoek was net begonnen toen hij op 31 januari 1580 kwam te overlijden. De Cortes benoemde vier regenten, die ook al niet wisten hoe zich uit de situatie te redden. Terwijl zij beraadslaagden in Setúbal, de zetel van de Cortes, liet de prior van Crato zich op 20 juni in Santarém uitroepen tot koning van Portugal. Op 24 juni vond een kroningsplechtigheid plaats in de kathedraal van Lissabon, waarna Anton het koninklijk paleis in bezit nam. Alles ging gepaard met grote volksfeesten. Het leger en de adel hielden zich afzijdig. Zij vreesden de Spaanse overmacht of hoopten dat de rijke Spaanse goudvondsten in Amerika de Portugese economie weer uit het slop zouden halen.
Al toen Anton optrok naar Lissabon was een gereedstaand Spaans expeditieleger onder aanvoering van de Hertog van Alva de grens overgestoken. Filips II bleef zelf in de grensstad Badajoz. Anton wachtte niet in het paleis maar trok op naar Setúbal, alles van waarde meenemend wat zijn mannen konden dragen. Hij bedreigde alle edelen die zich niet bij hem aansloten met het schavot, en de Cortes stoof bij zijn nadering uiteen. Twee van de vier regenten kozen zijn partij, de anderen vluchtten naar het zuiden.
Alva had weinig moeite met de verovering van het buurland. Hij bediende zich daarbij van de ruwe methoden die eerder de opstandige Nederlanden hadden leren kennen. In de vlakte van Alcantara vernietigde hij op 25 augustus het legertje van Anton, die zelf gewond raakte maar wist te ontkomen. Hij trok terug op Lissabon en vervolgens op Oporto in het noorden. Terwijl hij rondzwierf zette Filips een prijs op zijn hoofd van 80.000 dukaten. In januari 1581, toen het net zich om hem gesloten had, ontsnapte hij wonderwel aan boord van een Enkhuizer schip. Kapitein Kornelis van Egmondt leidde de wakende Spaanse marine om de tuin met het bericht dat hij "de pest aan boord" had, en kon de 'volkskoning 'met kroonjuwelen en al naar Calais terugbrengen.
De eilandengroep de Azoren bleef zich ook na deze nederlaag verzetten tegen de Unie met Spanje, en stuurde een verzoek naar de gevluchte prior om zich aan het hoofd van de opstand te stellen. Dat kwam de altijd intrigerende Catharina de' Medici, de machtige koningin-moeder van Frankrijk, goed uit. In 1582 werd een vloot uitgerust van 55 schepen. In de militaire capaciteiten van Anton had de Franse koning niet zo'n groot vertrouwen, en hij gaf het uitvoerend commando aan de Florentijnse officier Filippo Strozzi. Op 12 juni 1583 werd de haven van Nantes verlaten.
Begonnen werd in juli met de herovering van San Miguel. Een Spaanse vloot onder de Markies van Santa Cruz was echter snel ter plaatse. In de Slag bij Punta Delgada op 26 en 27 juli 1582 werd Strozzi gevangengenomen en gedood. Anton en enkele honderden van zijn mannen konden ontkomen naar het opstandige Terceira. Een nieuw Spaans leger van 10.000 man echter onderdrukte de revolte waarbij Antons dappere aanvoerder Emanuel da Silva werd onthoofd. De pretendent zelf wist weer te ontkomen naar zijn Frans ballingsoord, waar hij nooit lang op één plaats bleef uit angst voor een Spaanse huurmoordenaar.

## Internationale machtspolitiek
De ex-prior begon nu een soort guerrilla op zee tegen de Spaanse wereldvloot. Om niet als piraat te worden geboekstaafd reisde hij in 1585 naar de opstandige Nederlanden, en vroeg om kaperbrieven. De Staten-Generaal hadden belang bij elke schade die aan Spanje werd toegebracht, maar ook bij een veilige zeevaart. Ze vreesden dat de Portugees zich niet aan de regels van de kaapvaart zou houden en wilden het laatste woord houden. Anton mocht zijn buit aanlanden in de havens van Sluis en Oostende. Vervolgens zou de Admiraliteit van Zeeland de actie dan achteraf goedkeuren. Inderdaad werd in 1586 een door hem buitgemaakt Spaans schip door admiraal Treslong van Sluis naar Zeeland gesleept.
In 1587 vroeg de pretendent de Nederlanden om een paar oorlogsschepen. Hij bracht aanbevelingsbrieven mee van de Graaf van Leicester en van Elizabeth I van Engeland zelf. Ook de Engelse regering had belang bij een verzwakking van Filips. Net als de Nederlanden een paar jaar geleden wilde zij zich indekken tegen de mogelijke wandaden van een desperado door de verantwoordelijkheid bij de Republiek te leggen. Zo was de Prior van Crato een speelbal geworden in de internationale machtspolitiek van die dagen.
Anton kreeg in Den Haag een vage toezegging van een oorlogsvloot, maar werd voor de details heen en weer gestuurd tussen de Staten-Generaal, de stadhouder en de Admiraliteiten van Holland en Zeeland, tot het geschikte seizoen voorbij was.
Het volgend jaar vond de grote Spaanse invasiepoging van Engeland plaats. Na de ondergang van de Armada herzag Elisabeth haar tweeslachtige politiek, en koos voor de tegenaanval. Daarvoor was de Portugese opvolgingskwestie een goed excuus. In Plymouth werd een vloot van 140 schepen uitgerust, waaronder 26 oorlogsbodems. Onder de koopvaardijschepen, gecharterd voor troepenvervoer, was ook een aantal Hollandse. Op 29 april 1589 voer zij uit. Vlootvoogd was admiraal Francis Drake, en John Norreys was opperbevelhebber van de troepen. De pretendent werd vergezeld door zijn oudste zoon, Don Manuel. Na een succesvolle aanval op de Spaanse marinehaven La Coruña werd op 26 mei de Portugese kustplaats Peniche ingenomen, waar het landleger van 5000 man werd ontscheept. Dit marcheerde naar Lissabon maar bezette, tegen de afspraak met Don Anton, een westelijke voorstad, belust op de rijke specerijenpakhuizen aan die kant van de hoofdstad. De oostkant bleef zodoende openliggen voor de aanvoer van Spaanse versterkingen.
Drake, die met zijn oorlogsbodems de zeekant van Lissabon had moeten afsluiten, had in plaats daarvan een passerende handelsvloot uit de Oostzee gekaapt, en bracht die op naar Engeland. De bescherming van de wachtende troepenschepen viel daarmee weg. Het landleger van Norreys, dat vanuit Portugal zelf weinig steun gekregen had, koos voor de aftocht. De prior van Crato keerde terug naar zijn ballingsoord in Frankrijk, waar hij zijn laatste jaren sleet.

## Emanuel en Emilia
Anton werd als prior, net zoals zijn vader, niet geacht om te trouwen, maar had uit een relatie met ene Ana Barbosa twee zonen: Emanuel en Christobal. Zij vestigden zich voorjaar 1597 te Den Haag, waar de oudste een kleine toelage kreeg van de Staten-Generaal op voorwaarde dat de tweede uit de Nederlanden zou vertrekken. Emanuel bracht Emilia van Nassau, de zuster van de stadhouder, het hoofd op hol. De prinses reisde naar het hoofdkwartier bij het belegerde Grol en vroeg haar broer toestemming om te trouwen.
Maurits was verre van opgetogen over zijn zusters keuze en verlangde, dat de Portugees zou aantonen dat hij uit een wettig huwelijk was geboren. Hij hoopte dat daarmee de kous af was, maar Emilia en Emanuel lieten zich in Den Haag op 7 november 1597 in alle stilte trouwen door een priester. Met de in allerijl van het front teruggekeerde Maurits kwam zij na veel vijven en zessen overeen, zich met haar echtgenoot te vestigen in Wezel aan de Rijn.
Het paar werd door de stadhouder onderhouden, maar Emilia bleef buiten de verdeling van haar vaders vermogen in 1609. Wel mocht ze na bemiddeling van haar oudste broer Filips Willem met haar man een gedeelte betrekken van het Prinsenhof te Delft. De "prins en prinses van Portugal" hadden acht kinderen: twee zonen en zes dochters. De oudste zoon, ook een Emanuel, was namens Maurits van 1619 tot 1623 gouverneur van het prinsdom Orange. In 1626 scheidden Emanuel en Emilia. Zij vestigde zich met haar dochters in Genève, terwijl haar man als opportunist overliep naar het Spaanse kamp en zich met zijn zoons vestigde te Brussel.